# Apporasa
Apporasa és un gènere de lepidòpters papilionoïdeus de la família dels licènids (Lycaenidae). El gènere és monotípic i conté només una espècie, Apporasa atkinsoni (Hewitson, 1869). Es troba a l'ecozona indomalaia.